# 北川嗣雄
北川 嗣雄（きたがわ つぐお、1943年（昭和18年）3月24日 - ）は、日本の政治家。大阪府羽曳野市長（4期）。元羽曳野市議会議員（8期）。

## 来歴
大阪府羽曳野市出身。大阪府立河南高等学校松原分校定時制課程卒業。サントリー株式会社に就職。
1973年9月30日、羽曳野市議会議員選挙に当選。以後市議を計8期務める。
2004年4月17日、ハンナン会長の浅田満が詐欺罪など複数の容疑で逮捕される。同年6月14日、羽曳野市長の福谷剛蔵は、偽装牛肉事件にからみ浅田との面会記録を改竄した問題の責任をとり辞職願を提出した。これに伴って7月25日に行われた市長選挙で初当選した。選挙の結果は次項の通り。

### 2004年羽曳野市長選挙
2004年7月25日執行。日本共産党の推薦を受けた杉山弥生ら2候補との戦いとなった。477票差で逃げ切り初当選。
※当日有権者数：94,957人 最終投票率：47.18%（前回比：0.96pts）
| 候補者名 | 年齢 | 所属党派 | 新旧別 | 得票数   | 得票率 | 推薦・支持         |
| -------- | ---- | -------- | ------ | -------- | ------ | ------------------ |
| 北川嗣雄 | 61   | 無所属   | 新     | 18,207票 | 41.27% | （推薦）自由民主党 |
| 杉山弥生 | 63   | 無所属   | 新     | 17,730票 | 40.18% | （推薦）日本共産党 |
| 田仲基一 | 39   | 無所属   | 新     | 8,185票  | 18.55% |                    |

### 2008年羽曳野市長選挙
2008年7月13日執行。自民党以外の各政党からも推薦を受け再選。
※当日有権者数：94,581人 最終投票率：38.08%（前回比：-9.1pts）
| 候補者名 | 年齢 | 所属党派 | 新旧別 | 得票数   | 得票率 | 推薦・支持                             |
| -------- | ---- | -------- | ------ | -------- | ------ | -------------------------------------- |
| 北川嗣雄 | 65   | 無所属   | 現     | 20,993票 | 59.81% | （推薦）自民党・民主党・公明党・社民党 |
| 若林信一 | 59   | 無所属   | 新     | 14,107票 | 40.19% | （推薦）日本共産党                     |

### 2012年羽曳野市長選挙
2012年7月1日執行。大阪維新の会羽曳野支部の推薦を受けた元市職員の麻野佳秀ら2候補と戦い3選。維新の会系候補初の府内の首長選落選となった。
※当日有権者数：94,195人 最終投票率：43.25%（前回比：5.17pts）
| 候補者名 | 年齢 | 所属党派 | 新旧別 | 得票数   | 得票率 | 推薦・支持                     |
| -------- | ---- | -------- | ------ | -------- | ------ | ------------------------------ |
| 北川嗣雄 | 69   | 無所属   | 現     | 18,796票 | 47.18% | （推薦）民主党・自民党         |
| 麻野佳秀 | 62   | 無所属   | 新     | 13,373票 | 33.57% | （推薦）大阪維新の会羽曳野支部 |
| 宇山鉄雄 | 65   | 無所属   | 新     | 7,666票  | 19.24% | （推薦）日本共産党             |

### 2016年羽曳野市長選挙
2016年7月10日執行。日本共産党の推薦を受けた元市議の笹井喜世子を破り4選。投票率が急激に上がったのは第24回参議院議員通常選挙と同日選挙だったため。
※当日有権者数：94,139人 最終投票率：54.71%（前回比：11.46pts）
| 候補者名   | 年齢 | 所属党派 | 新旧別 | 得票数   | 得票率 | 推薦・支持                     |
| ---------- | ---- | -------- | ------ | -------- | ------ | ------------------------------ |
| 北川嗣雄   | 73   | 無所属   | 現     | 33,629票 | 67.56% | （推薦）自民党・民進党・公明党 |
| 笹井喜世子 | 64   | 無所属   | 新     | 16,151票 | 32.44% | （推薦）日本共産党             |

### 2020年羽曳野市長選挙
2020年7月12日執行。大阪維新の会が擁立した山入端創に敗れ、落選。
※当日有権者数：92,670人 最終投票率：50.27%（前回比：-4.44pts）
| 候補者名 | 年齢 | 所属党派     | 新旧別 | 得票数   | 得票率 | 推薦・支持         |
| -------- | ---- | ------------ | ------ | -------- | ------ | ------------------ |
| 山入端創 | 39   | 大阪維新の会 | 新     | 16,958票 | 36.84% |                    |
| 北川嗣雄 | 77   | 無所属       | 現     | 13,345票 | 28.99% |                    |
| 田仲基一 | 55   | 無所属       | 新     | 6,330票  | 13.75% |                    |
| 松村尚子 | 50   | 無所属       | 新     | 5,934票  | 12.89% |                    |
| 嶋田丘   | 72   | 無所属       | 新     | 3,465票  | 7.53%  | （推薦）日本共産党 |

## 不祥事
2016年に、羽曳野市農業委員会への申請を行わないまま農地を違法に転用したとして農地法違反容疑に問われている市内の不動産会社の社長から、市幹部ら数十人と共にウナギ弁当などの差し入れを受けていたことが、2018年10月25日に一部新聞報道で明らかになった。市などでは便宜供与などがなかったか調査をしているが、当該の社長は、過去にも梅酒や箱入りのブドウなどを贈ったと証言しており、贈答が常態化している可能性が指摘されている。